# Charles Dancla
Jean Baptiste Charles Dancla (Bagnères-de-Bigorre, 19 de dezembro de 1817 — Túnis, 10 de outubro de 1907) foi um compositor e violinista francês.